# Pensées philosophiques
Le livre Pensées philosophiques est un recueil de réflexions et brefs essais que Denis Diderot publia en 1746 ; c'est sa première œuvre personnelle, mais publiée anonymement et clandestinement. Diderot l'aurait composée sur les instances de sa maîtresse Mme de Puisieux. En 1762, lors d'une nouvelle édition, il y fera une addition dont l'esprit est beaucoup plus radical.

## Analyse

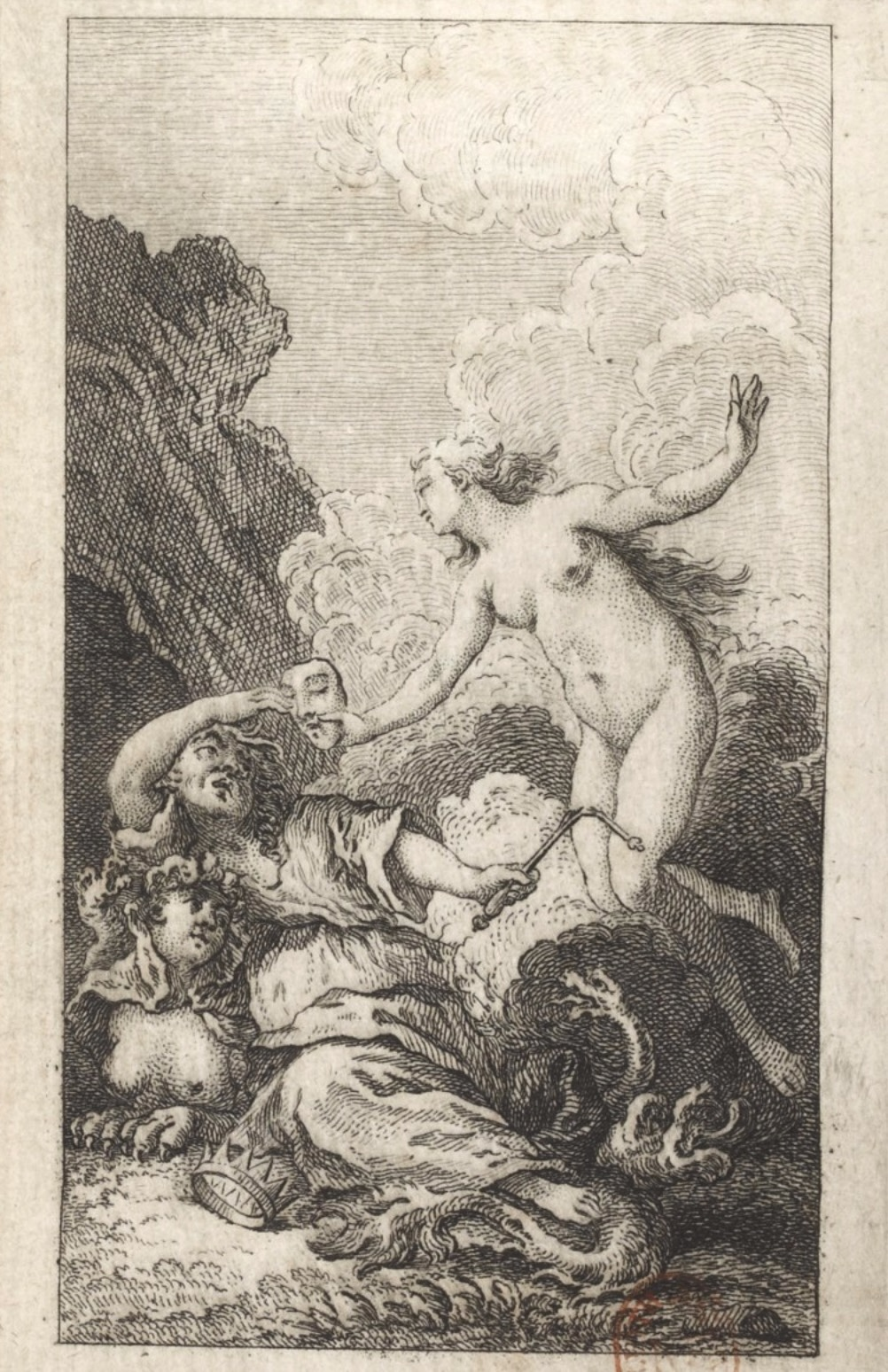
Page frontispice. Une allégorie de la Philosophie prend le masque du roi déchu, au sceptre brisé, étendu auprès d'une Sphinge.

Par son titre, cet ouvrage évoque à la fois les Pensées de Pascal et les Lettres philosophiques de Voltaire, deux œuvres antithétiques.
L'ouvrage compte 62 réflexions où l'auteur fait dialoguer tour à tour le déiste, l'athée et le sceptique. Au début, Diderot prend la défense des passions alors que l'esprit janséniste ne cessait pas d'en montrer les dangers et invitait à mortifier la chair. L'athée conteste l'existence de Dieu car celle-ci est incompatible avec l'existence du mal et il propose une explication purement matérialiste de la formation du monde en invoquant notamment le calcul des probabilités. Le sceptique fait une critique méthodique des manifestations hystériques des convulsionnaires qui avaient justement été très actifs dans son quartier. Loin du dogmatisme, « Diderot livre une réflexion en cours d'élaboration, où les questions importent plus que les réponsesz. »

## Édition et réception
L'ouvrage est publié en juin 1746 avec une adresse fictive (La Haye). C'est en fait l'éditeur parisien Laurent Durand, alors établi rue Saint-Jacques, qui l'édite clandestinement.
La page de titre porte en épigraphe l'inscription latine « Piscis hic non est omnium » : Ce poisson-là n’est pas pour tout le monde. Cette expression est empruntée au Pygmalion (1741) d'André-François Boureau-Deslandes, qui l'a lui-même forgée d'après un passage des Saturnales de Macrobe (3, 16, 4). Diderot la reprendra dans une lettre à Sophie Volland du 20 décembre 1765. Cette phrase montre que l’auteur a bien conscience d’y tenir des propos qui vont déranger la vision établie de la religion. L’ouvrage est d’ailleurs publié anonymement, soi-disant à La Haye. 
Ce livre connut un succès retentissant et il est condamné dès le 7 juillet 1746 par un arrêt du parlement de Paris à « être lacéré et brûlé comme scandaleux, contraire à la religion et aux bonnes mœurs et présentant aux esprits inquiets et téméraires le venin des opinions les plus criminelles et les plus absurdes dont la dépravation de la raison humaine soit capable. »